# Neotropacarus bakeri
Neotropacarus bakeri är en spindeldjursart som först beskrevs av Elsie Collyer 1967.  Neotropacarus bakeri ingår i släktet Neotropacarus och familjen Acaridae. Inga underarter finns listade i Catalogue of Life.